# 1933 en ski alpin
Chronologie du ski alpin
1932 en ski alpin - 1933 en ski alpin - 1934 en ski alpin
Les faits marquants de l'année 1933 en ski alpin

## Événements

### Février
- 6-10 février : Troisième édition des Championnats du monde de ski alpin sur le site de Innsbruck en Autriche. Côté masculin, le Suisse Walter Prager remporte la descente et l'Autrichien Anton Seelos réalise le doublé slalom-combiné. Côté féminin, l'Autrichienne Inge Wersin-Lantschner remporte le triplé descente-slalom-combiné.

### Mars
- 12-13 mars : Sixième édition de l'Arlberg-Kandahar sur le site de Mürren en Suisse. Côté masculin, le Suisse Walter Prager réalise le doublé descente-combiné, et l'Autrichien Hubert Salcher remporte le slalom. Côté féminin, la Suissesse Nini von Arx-Zogg remporte la descente et la Britannique Esmé Mackinnon réalise le doublé slalom-combiné.

## Naissances
- 24 décembre : Renée Colliard, skieuse suisse.